# La corruzione
La corruzione is een Italiaans-Franse film van Mauro Bolognini die werd uitgebracht in 1963. 

## Verhaal
Na zijn middelbare studies deelt Stefano, een teruggetrokken gevoelige jongen, zijn vader Leonardo mee dat hij graag priester wil worden. Zijn vader, een belangrijke Milanese uitgever, hoopt echter dat zijn zoon in de zaak komt werken en hem eerlang zal opvolgen.
Leonardo stelt Stefano voor samen een meerdaagse boottocht op zijn jacht te maken. Zo kunnen ze enkele dagen samen doorbrengen. Om stokken in de wielen van Stefano's roeping te steken heeft Leonardo ook Adriana uitgenodigd, zijn jonge minnares van wie Stefano geen weet heeft. Hij heeft haar betaald om zijn zoon te verleiden. Hij slaagt in zijn opzet. Stefano aanvaardt werk in de uitgeverij. 
Maar een tragische gebeurtenis doet zich voor. Wanneer een werkneemster valselijk wordt beschuldigd van diefstal pleegt ze zelfmoord. Stefano komt te weten dat zijn vader daarvoor verantwoordelijk is.

## Rolverdeling
| Acteur             | Personage                 |
| ------------------ | ------------------------- |
| Jacques Perrin     | Stefano Mattioli          |
| Alain Cuny         | Leonardo Mattioli         |
| Rosanna Schiaffino | Adriana                   |
| Isa Miranda        | mevrouw Mattioli          |
| Filippo Scelzo     | de rector van het college |
| Ennio Balbo        | Morandi                   |
| Marcella Valeri    | de ziekenhuiszuster       |
| Bruno Cattaneo     | magazijnier               |